# آلیشیا اشلی
آلیشیا اشلی (زادهٔ ۲۳ اوت ۱۹۶۷) یک بوکسور حرفه‌ای است و قهرمان پیشین شورای جهانی بوکس در دسته فوق بنتام‌وید بوده است. اشلی تابعیت جامائیکا و آمریکا را دارد. او در جامائیکا به دنیا آمد و در سنین پایین به ایالات متحده مهاجرت کرد. اشلی خواهر کوچکتر استاد بزرگ شطرنج موریس اشلی و قهرمان پیشین جهانی کیک‌بوکسینگ دِوون اشلی است.

## حرفه
اشلی حرفه بوکس خود را در تاریخ ۲۹ ژانویه ۱۹۹۹ آغاز کرد و در آتلانتیک سیتی، نیوجرسی با تصمیم داوران در شش دور لیزا هاوارث را شکست داد. در دومین مبارزه حرفه‌ای خود که در هالیفاکس، نوا اسکوشیا، کانادا برگزار شد، در تاریخ ۲۰ ژوئن همان سال، نخستین شکست خود را تجربه کرد و در شش دور با تصمیم داوران توسط دوریس هکل شکست خورد. اشلی آن شکست را با یک پیروزی در مبارزه هشت‌دوری در تاریخ ۲۷ ژوئن در تونیکا، میسیسیپی جبران کرد.
پس از سه مبارزه اول، او به مدت هفت ماه از بوکس فاصله گرفت، اما در تاریخ ۱۱ فوریه ۲۰۰۰، دوباره به رینگ بازگشت و در تونیکا با تصمیم داوران در هشت‌دور به لاورا سیرانو مکزیکی باخت. پس از مدتی، او با لئونای براون مواجه شد. در تاریخ ۲۹ ژوئن در فیلادلفیا، پنسیلوانیا، او براون را در هشت دور با تصمیم داوران شکست داد. سپس با کلسی جفریز مبارزه کرد که تا آن زمان تنها یک شکست از نه مبارزه خود داشت. در تاریخ ۳ سپتامبر، اشلی جفریز را با تصمیم داوران در شش‌دور در نوادا شکست داد.
اشلی تنها یک مبارزه در سال ۲۰۰۱ داشت که به پیروزی با تصمیم داوران انجامید و سپس، در تاریخ ۱۳ ژانویه ۲۰۰۲، در لاس وگاس، نوادا مبارزه دیگر خود را انجام داد و در شش دور با لیلا مک‌کاتر مساوی کرد.
مبارزه بعدی او در تاریخ ۲۳ فوریه همان سال، نخستین تلاش او برای کسب عنوان جهانی بود، هنگامی که او و جفریز با عنوان خالی قهرمانی فدراسیون بین‌المللی بوکس زنان روبه‌رو شدند. اشلی با پیروزی با تصمیم داوران در ده دور، قهرمان جهان شد. این مسابقه در نیوجرسی برگزار شد.
اشلی در مبارزه بعدی خود که با شول هال‌باک برای عنوان جهانی قهرمانی انجمن بین‌المللی بوکس زنان در دسته نیمه سبک در جورجیا در تاریخ ۲۷ اوت برگزار شد، با نتیجه تصمیم داوران در ده دور شکست خورد.
سپس اشلی وزن خود را کاهش داد و به دسته فوق بنتام‌وید برگشت. در تاریخ ۱۵ نوامبر، او مارسلا آکونیا را با تصمیم داوران در ده دور در کوردوبا، آرژانتین شکست داد و عنوان جهانی قهرمانی فدراسیون بین‌المللی بوکس زنان را کسب کرد. اما این پیروزی در تصمیمی بحث‌برانگیز به دست آمد (در این مبارزه دو داور به نفع اشلی با نتیجه ۹۶–۹۴ رای دادند و داور سوم با نتیجه ۹۷–۹۵ به نفع آکونیا رای داد) و فدراسیون بین‌المللی بوکس زنان خواستار برگزاری فوری یک مبارزه دیگر بین دو مبارز شد. در تاریخ ۱۴ ژوئن ۲۰۰۳، او و آکونیا دوباره در بوئنوس آیرس روبه‌رو شدند و اشلی برای بار دوم عنوان را با تصمیم داوران در ده دور حفظ کرد. در تاریخ ۱۵ نوامبر، او عنوان خود را با تصمیم داورلن در ده دور به استر شوتن در اتریش باخت.
مبارزه بعدی او در تاریخ ۲۷ مارس ۲۰۰۴ با شوندل آلفرد در گویانا بود. اشلی آلفرد را با تصمیم داوران در هشت‌دور شکست داد.
پس از وقفه‌ای که نزدیک به یک سال به طول انجامید، اشلی در تاریخ ۳ مارس ۲۰۰۵ به بوکس بازگشت و در لاوکلین، النا رید را در هفت دور ناک‌اوت کرد. او همچنین در لیگ جهانی مبارزات شرکت کرد.
او در مبارزه‌ای در تاریخ ۲۰ اوت ۲۰۰۹ در استادیو لونا پارک در بوئنوس آیرس با تصمیم اکثریت داوران به مارسلا الیانا آکونیا از آرژانتین باخت و عنوان قهرمانی جهان زنان در دسته فوق بنتام‌وید شورای جهانی بوکس را از دست داد.
پس از پیروزی در دو مبارزه در نیویورک، اشلی در تاریخ ۲۳ ژوئیه ۲۰۱۱ عنوان خالی شورای جهانی بوکس زنان در دسته فوق بنتام‌وید را با نتیجه تصمیم متفق‌القول داوران در برانکس کسب کرد. در تاریخ ۱ اکتبر ۲۰۱۶، در مرکز رویدادهای دورت در فلینت، میشیگان، آلیشیا اشلی عنوان خود را با تصمیم داوران به فاطما زاریکا باخت. تا ژوئیه ۲۰۱۱، اشلی هرگز در مبارزه‌ای با ناک‌اوت شکست نخورد.